# 2382 Nonie
2382 Nonie (1977 GA) là một tiểu hành tinh vành đai chính.